# Urau
Urau ist eine französische Gemeinde mit 116 Einwohnern (Stand: 1. Januar 2022) im Département Haute-Garonne in der Region Okzitanien; sie gehört zum Arrondissement Saint-Gaudens und zum Gemeindeverband Cagire Garonne Salat. Die Einwohner werden Urauquois genannt.

## Geografie
Die Gemeinde Urau liegt in den nördlichen Ausläufern der Pyrenäen im Südosten der historischen Provinz Comminges, etwa 25 Kilometer südöstlich von Saint-Gaudens. Das gebirgige und sehr waldreiche Gemeindegebiet grenzt an das Département Ariège. Nachbargemeinden von Urau sind Saleich im Nordosten und Osten, Francazal, Cazavet (Berührungspunkt) und Balaguères im Südosten, Buzan im Süden, Fougaron im Südwesten, Montastruc-de-Salies im Westen sowie Castelbiague im Nordwesten.
Die höchsten Erhebungen im Gemeindegebiet von Urau sind:
- Sommet de Montreich 1251 m
- Pic de l’Estelas 1247 m
- Sommet de l’Herbe Blanche 1242 m
- Tuc de Garbé 1241 m
- Tuc de l’Homme Mort 1033 m
- Tuc d’Agal 916 m
- Mont Majou 757 m
- Tucas 696 m
- Montignous 606 m

## Geschichte
Die Gemeinde Urau entstand 1871 durch Herauslösung aus der Gemeinde Saleich.

### Bevölkerungsentwicklung
| Jahr      | 1962 | 1968 | 1975 | 1982 | 1990 | 1999 | 2006 | 2014 | 2022 |
| Einwohner | 214  | 190  | 163  | 142  | 146  | 136  | 137  | 128  | 116  |

Im Jahr 1866 wurde mit 588 Bewohnern die bisher höchste Einwohnerzahl ermittelt. Die Zahlen basieren auf den Daten von cassini.ehess und INSEE.

## Sehenswürdigkeiten
- Kirche Saint-Maurice aus dem 19. Jahrhundert
- Lavoir

## Wirtschaft und Infrastruktur
In der Gemeinde sind 13 Landwirtschaftsbetriebe ansässig (Getreideanbau, Milchwirtschaft, Rinderzucht).
Orau liegt abseits der überregional wichtigen Verkehrsachsen. Sechs Kilometer nordöstlich von Orau verläuft die Fernstraße D 117 von Saint-Gaudens nach Saint-Girons. In Montsaunès, 18 Kilometer nördlich von Urau, besteht ein Anschluss an die Autoroute A 64 von Bayonne nach Toulouse. Der ebenfalls 18 Kilometer entfernte Bahnhof in Lestelle-de-Saint-Martory liegt an der Bahnstrecke Toulouse–Bayonne.

## Belege
1. ↑  Urau auf cassini.ehess
2. ↑  Urau auf INSEE
3. ↑  Landwirtschaftsbetriebe auf annuaire-mairie.fr (französisch)